# Paul Jacobshagen
Paul Hermann Friedrich Jacobshagen (* 29. August 1889 in Hämelschenburg; † 10. Januar 1968 in Hannover) war ein deutscher evangelischer Theologe, während der Zeit des Nationalsozialismus Kommunalpolitiker der NSDAP und zeitweilig in Leitungsfunktionen der regimetreuen Glaubensbewegung Deutsche Christen.

## Leben
Paul Jacobshagen kam als Sohn eines Superintendenten zur Welt. Er studierte in Göttingen und Tübingen und besuchte anschließend das Predigerseminar im Kloster Loccum. Mitten im Ersten Weltkrieg wurde er zunächst als Hilfsgeistlicher tätig, 1915 in Misburg und ab 1916 in Lehe, bevor er dann ab 1919 als Pastor in Imbshausen wirkte.
Während der Weimarer Republik trat er bereits zum 11. Mai 1925 in die NSDAP ein (Mitgliedsnummer 4.301) und wurde 1927 Pastor an der hannoverschen Gartenkirche, in deren Gemeinde er bis zu seinem Ruhestand 1960 wirkte. 1931 versammelten sich unter seiner Führung 50 bis 60 der etwa 1000 Geistlichen der hannoverschen Landeskirche zur Hannoverschen Konferenz völkischer Pfarrer, die der Historiker Detlef Schmiechen-Ackermann als „den ideologischen Kern“ der sich formierenden Deutschen Christen bezeichnet.
Im Jahr der „Machtergreifung“ durch die Nationalsozialisten 1933 wurde Paul Jacobshagen zum Bezirksverordneten für die NSDAP gewählt. Noch im selben Jahr wurde er zum hannoverschen Landesleiter der Glaubensbewegung Deutsche Christen ernannt und wirkte vom September 1933 bis Juli 1934 als kommissarischer Generalsuperintendent für den Sprengel Hannover. Wenngleich Jacobshausen Nationalsozialist aus Überzeugung war, opponierte er schon bald gegen Alfred Rosenbergs Entchristlichungsbestrebungen. So trat der Pfarrer im Juli 1934 wieder aus der Organisation Deutsche Christen aus und wurde 1941 schließlich aus der NSDAP ausgeschlossen.
Nach dem Ende des Zweiten Weltkrieges wurde Jacobshagen 1946 entnazifiziert. Er blieb Pastor der Gartenkirchengemeinde, bis er 1960 in den Ruhestand ging.